# Czterej muzykanci z Bremy (film 1969)
Czterej muzykanci z Bremy (ros. Бременские музыканты, Bremienskije muzykanty) – radziecki animowany film muzyczny z 1969 roku w reżyserii Inessy Kowalewskiej nawiązujący swobodnie do baśni Braci Grimm pt. Muzykanci z Bremy. Film doczekał się dwóch sequeli – Śladami muzykantów z Bremy (По следам бременских музыкантов) z 1973 roku oraz Nowi muzykanci z Bremy (Новые бременские) z 2000 roku.

## Fabuła
Film skupia się na losach czwórki zwierząt (osła, psa, kota i koguta) oraz ich mistrza Trubadura. Młody muzyk zakochuje się w Księżniczce. Młodzi uciekają z pałacu, aby móc kontynuować romans. 

## Obsada (głosy)
- Oleg Anofrijew – wszystkie męskie partie wokalne (z wyjątkiem Osła)
- Anatolij Gorochow – Osioł
- Elmira Żerzdiewa – Księżniczka

## Animatorzy
Wiktor Sziewkow, Witalij Bobrow, Anatolij Solin, Aleksandr Dawydow, Galina Barinowa, Igor Podgorski, Anatolij Pietrow, Leonid Nosyriew

## Kreacja bohaterów
Trubadur nosi fryzurę Beatlesów, ma na sobie koszulę disco oraz dzwony. Jego zainteresowaniem jest miłość. Księżniczka nosi mini sukienkę prosto z najnowszych magazynów mody. Wszyscy śpiewają razem hipisowską pieśń: "Nasz dywan to łąka, nasze ściany to drzewa, naszym dachem jest jasne błękitne niebo! Błyszczące ściany pałaców nigdy nie będą substytutem dla naszej wolności".
Kogut nosi okulary disco, a Osioł charakterystyczną czapkę. 
W 1969 roku w ZSRR rzeczy takie jak muzyka rockowa, magazyny mody, ruch hippisowski i inne trendy kulturowe, które rozkwitły na Zachodzie uznawane były za wrogie i zostały zakazane w oficjalnych mediach. Wydaje się, że radzieccy animatorzy uznali jednak, że jeśli nie mogą zrealizować tego w prawdziwym życiu, przynajmniej nakręcą film animowany o tym. I tak narodziła się animowana opera rockowa pt. "Czterej muzykanci z Bremy".